# Орловка (Тегульдетський район)
Орло́вка (рос. Орловка) — селище у складі Тегульдетського району Томської області, Росія. Входить до складу Чорноярського сільського поселення.

## Населення
Населення — 12 осіб (2010; 45 у 2002).
Національний склад (станом на 2002 рік):
- росіяни — 91 %